# Muak-dong
Muak-dong (koreanska: 무악동) är en stadsdel i stadsdistriktet Jongno-gu i Sydkoreas huvudstad Seoul. 